# هاري إليسون
هاري إليسون (22 فبراير 1993 - )  (بالإنجليزية: Harry Ellison)‏ هو لاعب كريكت بريطاني.

## وصلات خارجية
- هاري إليسون على موقع إي آس بي آن كريك إنفو (الإنجليزية)